# Pilea pumila
Espèce
Classification phylogénétique
Pilea pumila est une espèce de plantes à fleurs de la famille des Urticaceae. C'est une plante annuelle d'Amérique du Nord. On la rencontre dans une grande partie à l'Est des montagnes Rocheuses. Les plantes qui sont généralement érigées mesurent entre 10 et 70 cm de haut, forment souvent de larges colonies, et sont assez communes à la fois en tant que plante de sous-bois ou en tant qu'adventice dans les jardins.
Le feuillage opposé est simple avec les bords dentées, ovales, et avec de longs pétioles. Les feuilles et les tiges sont translucides et d'un vert brillant, jaunissant en automne. Les inflorescences poussent à l'aisselle des feuilles en cymes, unisexué avec les deux genres présents sur la même plante, jaune verdâtre, et pollinisées par le vent. La floraison se déroule depuis le milieu de l'été jusqu'au début de l'automne. Les fruits (akènes) sont avec des taches pourpres. Les racines sont fibreuses, superficielles, et adventices sur la tige dans les régions humides où quand celle-ci est en contact avec le sol.
La plante est souvent confondue avec la « grande ortie » (Urtica dioica), mais peut être différenciée par l'absence de trichomes, ou poils urticants, et par l'inflorescence peu subdivisée.
La plante est le plus souvent présente sur un sol riche, humide et à la fois dans des situations ensoleillées ou ombragées. Elle est parfois utilisée comme couvre-sol ou pour attirer les cervidés.